# Привремена шумадијска бригада НОВЈ
Привремена шумадијска бригада НОВЈ формирана је 22. децембра 1943. године у селу Малим Црљенима код Лазаревца од бораца Првог шумадијског и Космајског НОП одреда и новопридошлих бораца. Имала је два батаљона са око 300 бораца.
Истог дана кад је формирана, напала је четнике у Барошевцу, уништила путнички воз и демолирала уређаје на железничкој станици. У селу Рудовцима 25. децембра уништила је једну композицију и демолирала железничку станицу, у селу Живковцима и у Босутима разбила је 26. децембра одред Српске државне страже и четнике. Дана 30. децембра код Брезовца је водила јаку борбу против удружених недићевских, четничких и бугарских јединица. Јануара 1944. водила је борбе против делова Космајског корпуса ЈВуО на ширем подручју Аранђеловца, крајем месеца у Космајском рејону, а почетком фебруара водила је борбе против четника у Бајковцу, Барошевцу и Даросави. Расформирана 12. фебруара 1944. године, па су њени батаљони поновно упућени на свој терен и дејствовали као Први шумадијски, односно Космајски НОП одред.